# Cuba en los Juegos Paralímpicos de Londres 2012
Cuba estuvo representada en los Juegos Paralímpicos de Londres 2012 por un total de 22 deportistas, 18 hombres y cuatro mujeres.

## Medallistas
El equipo paralímpico cubano obtuvo las siguientes medallas:
| Nombre                | Deporte   | Evento                          |
| --------------------- | --------- | ------------------------------- |
| Oro                   |           |                                 |
| Yunidis Castillo      | Atletismo | 100 m T46 femenino              |
| Yunidis Castillo      | Atletismo | 200 m T46 femenino              |
| Yunidis Castillo      | Atletismo | 400 m T46 femenino              |
| Omara Durand          | Atletismo | 100 m T13 femenino              |
| Omara Durand          | Atletismo | 400 m T13 femenino              |
| Luis Felipe Gutiérrez | Atletismo | Salto de longitud F13 masculino |
| Leonardo Díaz         | Atletismo | Disco F54-56 masculino          |
| Dalidaivis Rodríguez  | Yudo      | –63 kg femenino                 |
| Jorge Hierrezuelo     | Yudo      | –90 kg masculino                |
| Plata                 |           |                                 |
| Raciel González       | Atletismo | 100 m T46 masculino             |
| Raciel González       | Atletismo | 200 m T46 masculino             |
| Luis Felipe Gutiérrez | Atletismo | 100 m T13 masculino             |
| Ángel Jiménez         | Atletismo | Salto de longitud F13 masculino |
| Lorenzo Pérez         | Natación  | 50 m libre S6 masculino         |
| Bronce                |           |                                 |
| Lorenzo Pérez         | Natación  | 100 m libre S6 masculino        |
| Isao Rafael Cruz      | Yudo      | –81 kg masculino                |
| Yangaliny Jiménez     | Yudo      | +100 kg masculino               |